# Odontomyia inanimis
Odontomyia inanimis är en tvåvingeart som först beskrevs av Walker 1857.  Odontomyia inanimis ingår i släktet Odontomyia och familjen vapenflugor. Inga underarter finns listade i Catalogue of Life.